# Andreas von Greißenegg
Andreas von Greißenegg (* 1425; † 23. April 1471 in Graz), auch Andreas oder Andree Greißenegger genannt, war ein österreichischer Adeliger aus dem Geschlecht der Greißenegger.

## Leben
Andreas Greißenegger wurde gegen Ende des Jahres 1425 als einer von zwei Söhnen des Hans von Greißenegg und seiner Frau Magdalena von Fladnitz geboren. Sein Zwillingsbruder Tibold verstarb im folgenden Jahr. Nach dem Tod seines Vaters im Jahr 1427 ging die Vormundschaft über den damals zweijährigen Andreas an seinen Großonkel Leonhard Harracher über. Als Greißenegger 1443 vogtbar, also großjährig war, wurde er mit den Gütern seines Vaters belehnt und wurde Erbkämmerer in Kärnten. 1446 nahm er an einem Aufgebot gegen die Ungarn teil.
Durch die Heirat mit Margarethe Hanau-Laun, der Haupterbin der Familie Hanau-Laun kam er 1458/59 zu großem Besitz im Kainach- und Pibertal, zu dem unter anderem das landesfürstliche Lehen über das heutige Schloss Greißenegg samt Burgfried, die Burgen Hauenstein und Obervoitsberg, die Aufsicht über alle von Piber abhängigen Kirchen sowie die hohe und niedrige Jagd rund um Voitsberg und im Södinger Wald gehörten. Es ist möglich, dass Greißenegger zu jener Zeit ein Verwalter der steirischen Landesfürsten war. Mit der Mitgift seiner Frau erwarb Greißenegger um 1458/60 die Herrschaft Lankowitz von Kaiser Friedrich III.
Zusammen mit Andreas Baumkircher kam Andreas Greißenegger im Jahr 1462 Kaiser Friedrich III. zu Hilfe, als dieser in der Hofburg belagert wurde. 1464 kaufte Friedrich III. Greißenegger zwei Häuser in Wiener Neustadt ab. Die Untätigkeit Friedrichs III. im Rahmen der drohenden Kriege mit den Ungarn und Türken führte in der Steiermark zu einer großen Unzufriedenheit. Teile des Adels formten einen Bund zur Verteidigung des Landes, welcher jedoch vom Kaiser missbilligt wurde. Andreas Greißenegger dürfte eine führende Rolle in diesem Bündnis gespielt haben, worauf vor allem sein Besuch beim Herzog Siegmund von Tirol in Innsbruck hinweist. Der Kaiser entzog den Greißeneggern wegen ihrer Beteiligung an diesem Bund die Lehen über die Herrschaften Eibiswald und Klam und löste die Pachtverträge für die Besitzungen im Kainach- und Pibertal auf.
Am 18. April 1468 kam es zu einer Verhandlung zwischen Kaiser Friedrich III. und Andreas Greißenegger, in deren Folge Greißenegger das Schloss Clam an den Kaiser abtrat. Im Gegenzug erhielt er das Versprechen, dass es zu einer Aussprache mit dem Kaiser unter der Zusicherung von freiem Geleit kommen werde. Als es im selben Jahr zur von Andreas Baumkircher ausgerufenen Baumkircher Fehde gegen den Kaiser kam, wurde diese nicht von Greißenegger unterstützt. Am 28. Oktober 1469 gehörte er zu den Adeligen, die in Judenburg beschlossen, den obersteirischen Landsturm zu organisieren und das Land im Namen Kaiser Friedrichs III. gegen die Angriffe Baumkirchners zu verteidigen. Am 3. Dezember 1469 wurde in Voitsberg von den Landständen eine Versammlung abgehalten, als deren Urheber der Kaiser die Greißenegger verdächtigte. Als es 1470 zu einem Frieden zwischen Baumkirchner und dem Kaiser kam, wurde zur Deckung der Kriegskosten eine allgemeine Landsteuer eingeführt, die unter anderem von Andreas Greißenegger eingetrieben wurde.
Friedrich III. verlieh auf Bitten Greißeneggers hin Köflach die Marktrechte. Weiters belehnte er ihn mit Gütern in Kainach und am Kalchberg und verlieh ihm das Bergbaurecht auf Eisenerz in Salla. Obwohl der Kaiser Greißenegger mit Gütern belehnte, hielt er ihn dennoch für gefährlich, da er durch Heirat mit Andreas Baumkirchner verwandt war. Möglicherweise hatte er auch die Befürchtung, dass es zu neuen Aufständen unter der Führung Baumkirchners und Greißeneggers kommen könnte. Er lud beide im Jahr 1471 zu einer Aussprache und unter Zusicherung von freiem Geleit nach Graz. Bei ihrer Ankunft am 23. April in der Grazer Burg wurden beide verhaftet, vor das Murtor geführt und ohne Verhandlung öffentlich enthauptet. Greißenegger wurde laut Überlieferungen im Kreuzgang des Grazer Franziskanerklosters bestattet und der Großteil seiner Güter wurde von Friedrich III. eingezogen.